# 大阪夕陽丘学園短期大学
大阪夕陽丘学園短期大学（おおさかゆうひがおかがくえんたんきだいがく、英語: Osaka Yuhigaoka Gakuen Junior College）は、大阪府大阪市天王寺区にある私立短期大学。1939年、大丸洋裁研究所として創立され、1950年、短大設置。略称は夕短。

## 概観

### 大学全体
- 大阪府大阪市天王寺区に所在する日本の私立短期大学で、設置主体は学校法人大阪夕陽丘学園[1]。
- 国内で最初に認可された短期大学149校[注 3]の1校として、1950年に大阪女子学園短期大学[注 4]として1学科体制開学した[2]。
- 経営母体は元々、学校法人大阪女子学園だったが学名改名後は学校法人大阪夕陽丘学園となる。キャンパスは高等学校と同じ敷地内にある。学科は2学科からなる。
- 大阪女子学園短期大学の時分に、大阪府和泉市和泉丘陵地区に移転する計画があり、和泉医療福祉短期大学と同じ地区の予定だった[3]

### 建学の精神（校訓・理念・学是）
- 大阪夕陽丘学園短期大学における建学の精神は「学園に来たり学ぶ者は、知能･技能より、その第一に良き人間になることを心がけなければならぬ」となっている。
- 「愛と真実」が教育理念となっている。

### 教育および研究
- 大阪夕陽丘学園短期大学は現在、服飾および食物に関する専門教育が行われている。
- イタリアでの海外研修旅行が行なわれている。

### 学風および特色
- 大阪夕陽丘学園短期大学は、旧来まで女子のみを対象としていたが2009年度より男女共学となった。
- 「個性を育む自由な学風」・「実践重視のカリキュラム」が売り物とされている。
- 転学科制度がある。

## 沿革
- 1939年
  - 株式会社大丸 元社長 里見純吉の発意にもとづき、大丸洋裁研究所を堺に設立[注釈 1]。
- 1942年
  - 大阪市天王寺区に移転[注釈 1]。「大丸洋裁学校」のち「大阪家政学園」と改称し、男女卒業者を対象とする。
- 1943年
  - 戦時の要請により、保健婦養成施設の指定を受ける。大阪女子厚生学園と改称。
- 1946年
  - 文化部を新設し従来の保健婦養成部門を厚生部とする。
- 1947年
  - 財団法人大阪女子厚生学園を設立。
- 1949年
  - 10月 文部省[注釈 2]に短期大学[注 5]の設置認可に関する申請を行う[注 6]。なお、学科・専攻は以下の通りとなっている[注 7]。
    - 家政学科 入学定員60名
- 1950年
  - 3月14日 左記を以て短期大学の設置が文部省[注釈 2]より認可される[注 8]。
  - 4月1日 左記を以て大阪女子学園短期大学が以下の学科体制にて開学する[注 9]。
    - 家政学科→家政科 入学定員60名
- 1951年
  - 3月2日 財団法人大阪女子厚生学園を学校法人大阪女子学園に組織変更[15]。
- 1952年
  - 4月1日 家政科の入学定員を60→100に増員[注 10]。
- 1954年
  - 5月1日 学生数[18]/定員
    - 家政科 237[注釈 3]/200
- 1960年
  - 4月1日 家政科の入学定員を100→150に増員[19]
  - 5月1日 学生数[20]/定員
    - 家政科 325[注釈 3]/250
- 1962年
  - 3月23日 専攻科の設置が認められ、以下の課程を設ける[21]。
    - 家政専攻 入学定員20名
- 1963年
  - 4月1日 この年度の入学生より、旧来の家政科を以下の2学科に分離される[22]。
    - 食物科 入学定員100名
    - 被服科 入学定員50名

  - 5月1日 学生数[23]/定員
    - 家政科 411[注釈 3]/300[注 11]
- 1964年
  - 3月31日 以下の学科・専攻については左記をもって正式に廃止とする[24]。
  - 5月1日 学生数[25]/定員
    - 食物科 231[注釈 3]/200
    - 被服科 167[注釈 3]/100
- 1972年
  - 4月1日 学科名の変更あり[注 12]。
    - 被服科→被服学科
    - 食物科→食物学科

  - 5月1日 学生数[28]/定員
    - 食物学科 315[注釈 3]/200
    - 被服学科 166[注釈 3]/100
- 1977年
  - 6月1日 以下については左記をもって正式に廃止とする[29]。
    - 専攻科家政専攻
- 1991年
  - 4月1日 学科の入学定員増あり[注 13]。
    - 被服学科 50→90
    - 食物学科 100→150

  - 5月1日 学生数[34]/定員
    - 食物学科 342[注釈 3]/250
    - 被服学科 192[注釈 3]/140
- 1992年
  - 5月1日 学生数[注 14]/定員
    - 食物学科 331[注釈 3]/300
    - 被服学科 209[注釈 3]/180
- 1995年
  - 4月1日 被服学科を服飾文化学科に名称変更[37]。
  - 5月1日 学生数[38]/定員
    - 食物学科 350[注釈 3]/300
    - 服飾文化学科 99[注釈 3]/90
      - 被服学科 96[注釈 3]/90
- 1999年
  - 5月1日 学生数[39]/定員
    - 食物学科 335[注釈 3]/300
    - 服飾文化学科 167[注釈 3]/180
- 2003年
  - 4月1日 服飾文化学科をファッション表現学科に改称し、かつ食物学科を以下の通り専攻分離する[40]。
    - 食物栄養専攻 入学定員100名
    - 食生活専攻 入学定員50名
- 2005年  、
  - 4月1日 大阪夕陽丘学園短期大学と改称し、法人名を学校法人大阪夕陽丘学園に改称。[41]。
- 2008年
  - 4月1日 以下の学科については、この年度で学生募集を最終とする[注 15]。
    - 食物学科食生活専攻
- 2009年
  - 4月1日 男女共学となる。この年度の入学生より、ファッション表現学科が食物学科食生活専攻を統合し、以下の学科に改編される[42]。
    - キャリア創造学科 入学定員140名

  - 同 食物学科食物栄養専攻が食物栄養学科に改編される[注 16]。
- 2010年
  - 3月31日 以下の学科・専攻については左記をもって正式に廃止とする[43]。
    - 食物学科食生活専攻
    - ファッション表現学科
- 2013年
  - 4月1日 キャリア創造学科の入学定員を140→120に減員[44]。
- 2017年
  - 4月1日 各学科の入学定員を以下の通り変更する[45]。
    - 食物栄養学科 100→120
    - キャリア創造学科 120→100

## 基礎データ

### 所在地
- 大阪府大阪市天王寺区生玉寺町7-72

### 交通アクセス
- Osaka Metro谷町線夕陽ヶ丘駅下車。

### 象徴
- 右記資料を参照のこと[注 17]

## 教育および研究

### 組織

#### 学科
- 食物栄養学科 入学定員120名[1]
- キャリア創造学科 入学定員100名[1]

##### 過去の学科体制
- 食物学科
  - 食物栄養専攻→食物栄養学科
  - 食生活専攻 入学定員50名[注釈 4]
- ファッション表現学科 入学定員90名[注釈 4]→キャリア創造学科

#### 専攻科
- 家政専攻 入学定員20名[49]

#### 別科
- なし

##### 取得資格について
資格
- 栄養士:食物学科食物栄養専攻にて取得できる。
- フードスペシャリスト:食物学科食物栄養専攻にて取得できる。
- 製菓衛生師:キャリア創造学科にて取得できる。
- 衣料管理士:キャリア創造学科にて取得できる。
- フードコーディネーター:キャリア創造学科にて取得できる。

教職課程
- 栄養教諭二種免許状：食物学科食物栄養専攻にて取得できるようになっている[注 18]。
- 過去には、中学校教諭二種免許状の課程（家庭）が、食物学科とファッション表現学科の前身である被服学科にて設置されていた[注 19] 。
- 当初は、家政科に高等学校教諭仮免許状の課程（家庭）も併設されていた[53]。

### 研究
- 『大阪女子学園短期大学紀要』[54]
- 『大阪夕陽丘学園短期大学紀要 』[55]

## 学生生活

### 学園祭
- 大阪夕陽丘学園短期大学の学園祭は「夕陽祭」と呼ばれ毎年、概ね11月に行われている。そのなかで、催しの一つにファッション表現学科主催のファッションショーがある。

## 施設

### キャンパス
- 学内には、本館・北館・東館・記念館が立ち並んでいる。

## 対外関係

### 他大学との協定
- 大阪カレッジネットワーク
- 南大阪地域大学コンソーシアム

### 系列校
- 大阪夕陽丘学園高等学校

## 卒業後の進路について

### 編入学･進学実績
- 全学科を含めて、近畿大学ほか多数の大学への編入学実績がある。